# 源為公
源 為公（みなもと の ためとも、寛弘2年（1005年）－承保2年（1075年）4月11日）は、平安時代後期の武将。甲斐守源為満の子。母は河内守源頼信女。信濃源氏、伊那源氏の祖。

## 略歴
源経基の五男・満快の曾孫にあたり、また河内源氏の祖・源頼信の娘を母としていたことから源義家・義光等の従兄弟にあたる（『尊卑分脈』）。伝えによれば、前九年の役・後三年の役に従軍して戦功を挙げた後に信濃守となって任国に下り、同国伊奈郡に永承年中に土着した。「真人」の通称があることや子孫達の伊奈での優位性などから伊奈郡宰領（郡司）となって土着したとも推測される。為公が築いたといわれる郡内北部の上ノ平城は長子・中津乗為衡の家系が居城とした。
為公は承保2年（1075年）4月11日に没した。71歳。
諏方社の神職を世襲する信濃の名族・神氏（諏方氏）に娘を嫁がせ姻戚関係を結んだ。婿であった大祝・神（みわ）為仲は後三年の役で奥州へと発向する際、神氏に伝わる系図類の一切を舅・為公の許に預けたが、これを紛失したことにより為仲の曾祖父より先14代の神氏の系譜が不明となったとの記述がある（『神氏系図』）。
為公の子孫は信濃国内を中心に幾つもの有力な武家となって存続したことから、信濃源氏の祖の一人（あるいは伊那源氏の祖）とされる。

## 系譜
- 父：源為満
- 母：源頼信女
- 妻：不明
- 生母不明
  - 中津乗為衡 - 中津乗太郎。
  - 伊那為扶 - 伊那太郎。子孫は林氏（野辺氏）、諏訪部氏、三刀屋氏、泉氏、松本氏、埴田氏など。
  - 村上為邦 - 村上源判官代。子孫は夏目氏、二柳氏など。
  - 依田為実[4] - 依田六郎。子孫は依田氏、飯田氏など。
  - 片切為基 - 片切源八。子孫は片切氏、飯嶋氏、赤須氏、大嶋氏、岩間氏、名子氏、片桐氏（近江）、三沢氏（出雲）など。
  - 堤為氏 - 堤源三。
  - 女子：神為仲室